# Xà cừ

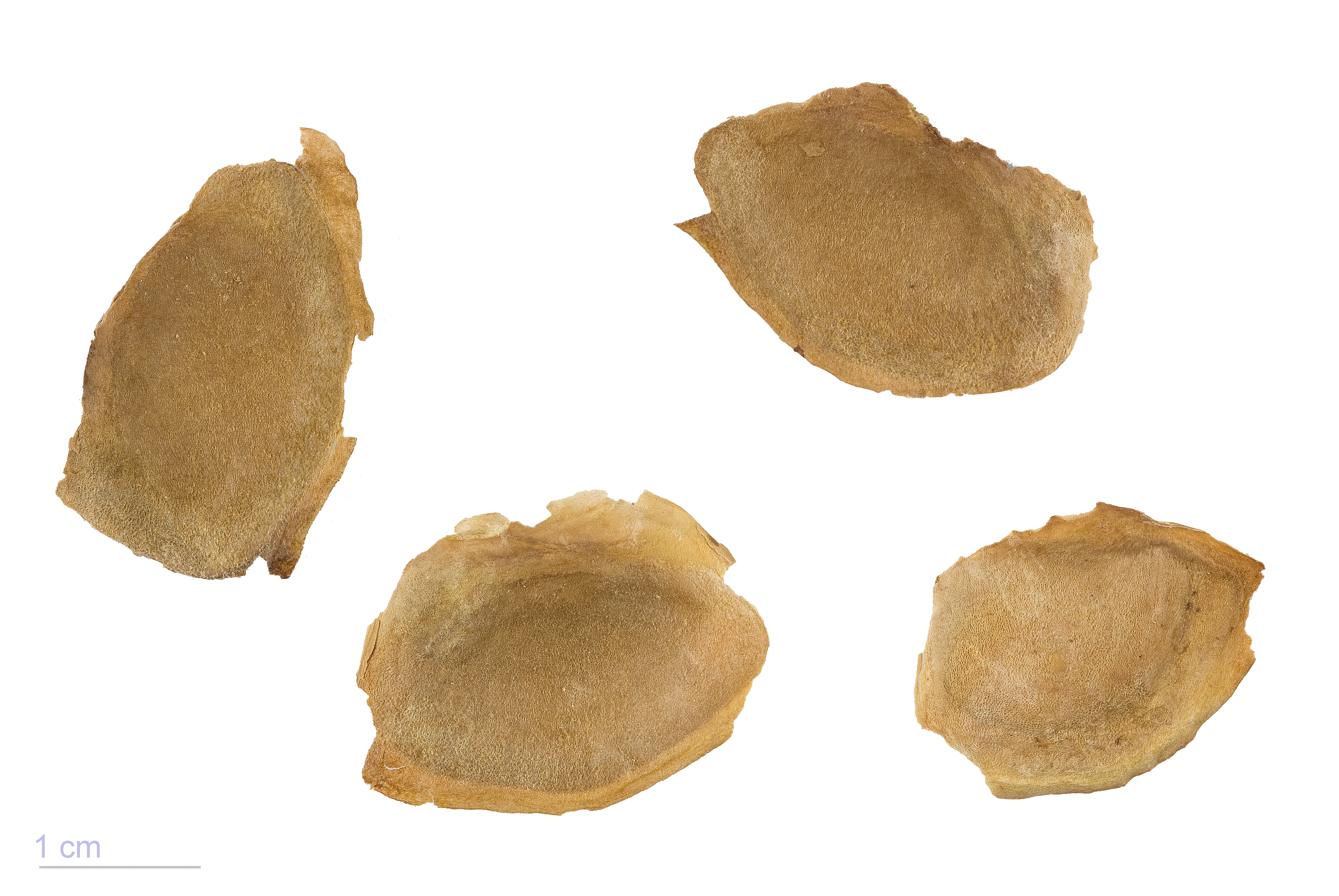
Hạt cây Xà Cừ

Xà cừ hay sọ khỉ, quả gỗ  (danh pháp hai phần: Khaya senegalensis) là một loại cây thuộc Họ Xoan (Meliaceae). Xà cừ mọc tự nhiên ở Bénin, Burkina Faso, Cameroon, Cộng hòa Trung Phi, Tchad, Bờ Biển Ngà, Gabon, Gambia, Ghana, Guinée, Guinea-Bissau, Mali, Niger, Nigeria, Sénégal, Sierra Leone, Sudan, Togo, và Uganda.

## Mô tả
Là cây đại mộc có thể cao từ 35–40 m, đường kính cây có khi đạt đến 2m (ở Thảo cầm viên TP Hồ Chí Minh). Cây thường xanh, tán lá rậm, cành nhiều, cành non cong xuống. Lá kép lông chim một lần chẵn, cụm hoa chùm tán, hoa nhỏ màu trắng có 4 cánh nhỏ màu trắng dính nhau, mùa hoa tháng 4-5. Quả nang nhỏ, màu trắng, hình cầu chín vào tháng 10, khi chín bung thành 4 mảnh (thường thì những cây xà cừ già mới có quả). Vỏ cây màu xám nâu, vỏ nứt đồng tiền khoanh tròn như cái sọ nên cây còn có tên là sọ khỉ.

## Sinh trưởng
Cây ưa sáng mọc nhanh, dễ trồng hạt nẳy mầm rất khoẻ, tái sinh hạt và chồi đều mạnh. Cây tăng trưởng rất nhanh, có thể phát triển tốt trên nhiều loại đất, rất phù hợp với nền đất cát của vùng ven biển miền trung Việt Nam, cây có bộ rễ sâu có thể thích nghi việc chóng chịu điều kiện thiếu nước.
Cây ít sâu bệnh hại, chủ yếu là sâu loài Hypsipyla robusta cắn hại. Thân gỗ thường bị các loại bọ cánh cứng Lytus spp. phá hoại. Ngoài ra cây thường bị nhiễm loại vi khuẩn Xanthomonas khaye gây nên các hiện tượng u bướu chảy nhựa.

## Sử dụng
Gỗ có lõi màu đỏ nhạt, dác màu nâu đỏ, gỗ rắn thớ xoắn, dễ nứt nẻ cong vênh. Gỗ được sử dụng đòng tàu thuyền, làm đồ mộc gia dụng.
Xà Cừ có thể được gây trồng rộng rãi để làm cây xanh đường phố, cảnh quan công viên. Trong tự nhiên, không gian phát triển bộ rễ của cây rất lớn đủ đáp ứng điều kiện bám giữ chống chịu gió bão, tuy nhiên trong phát triển cây xanh vỉa hè, cần giới hạn đường kính thân cây không vượt quá 400mm để tránh hiện tượng cây bị gãy đổ gây ách tắc giao thông và thiệt hại kinh tế.

## Hình ảnh

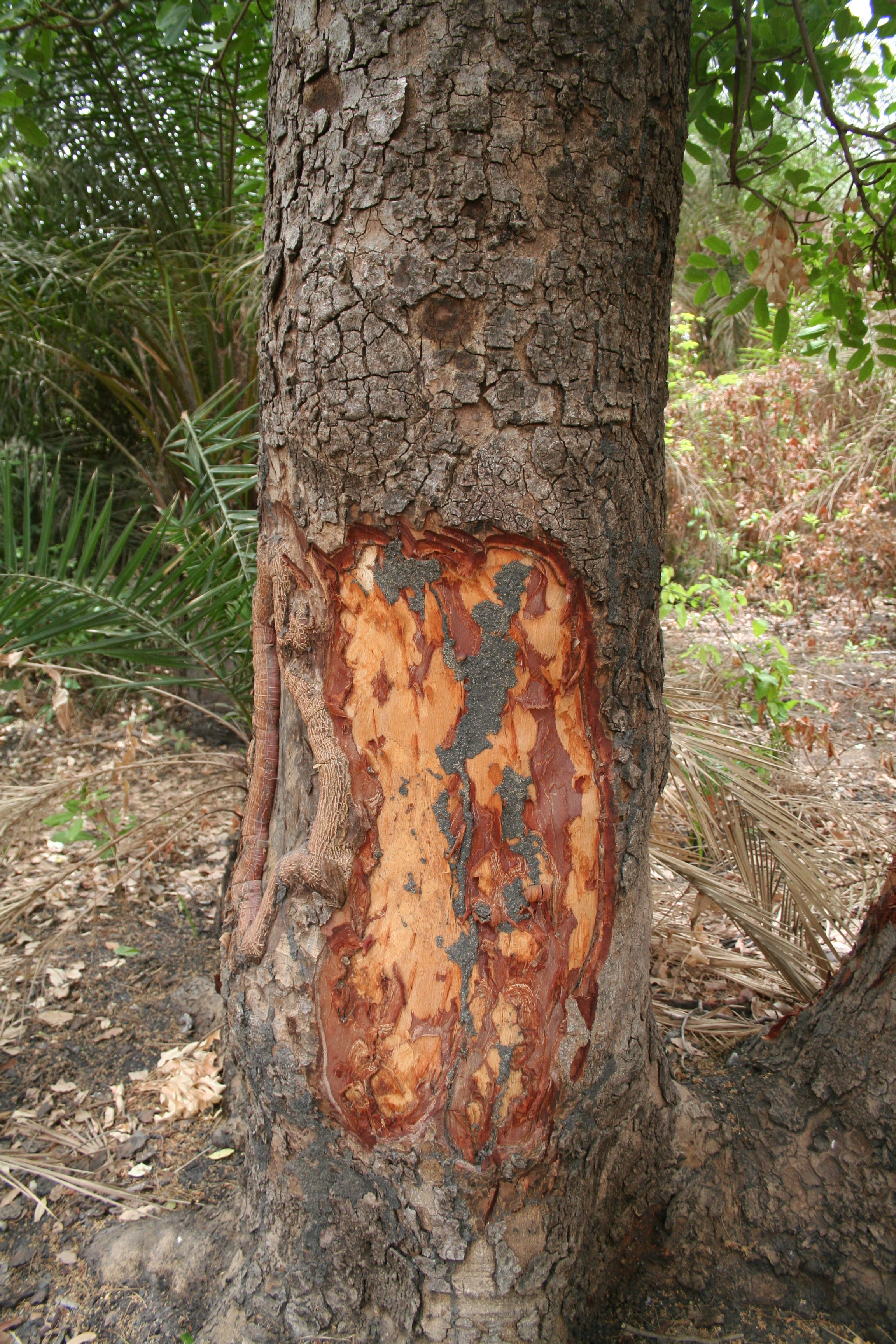
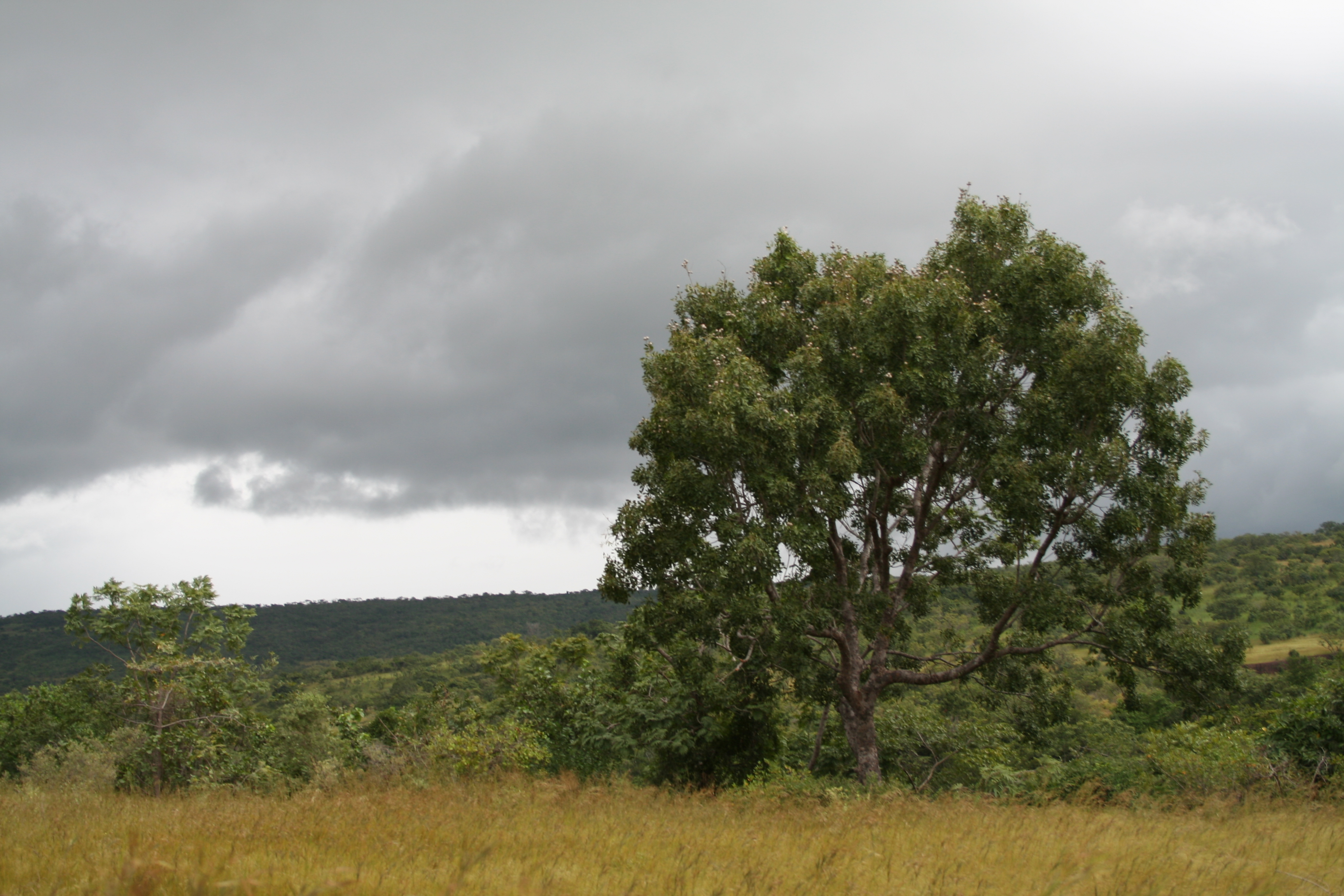
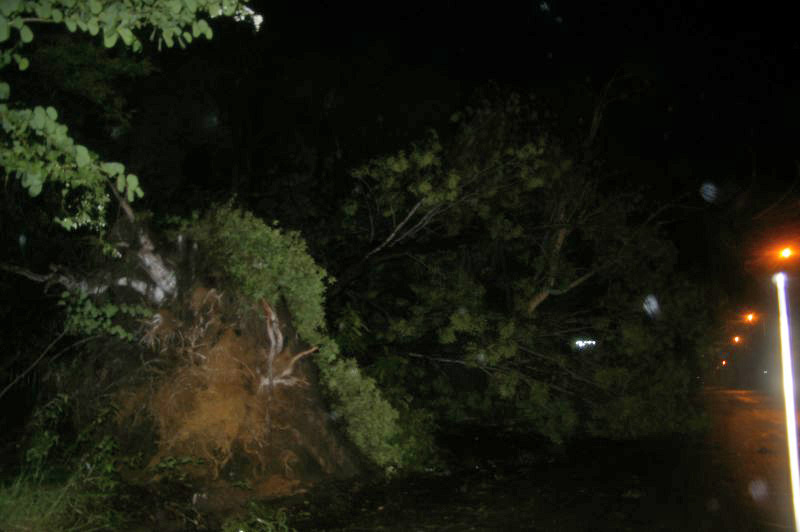
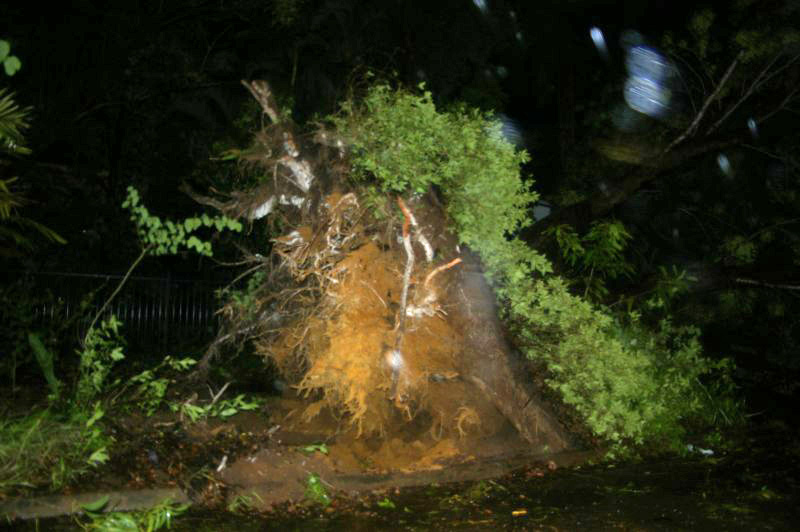